# Gabriela Pană Dindelegan
Gabriela Pană Dindelegan (n. 7 februarie 1942, Pitești) este o lingvistă română, membru titular al Academiei Române și profesor doctor la Facultatea de Litere din cadrul Universității din București.  A absolvit Liceul "I.L.Caragiale" din București, în perioada 1956-1959 și apoi a urmat  Facultatea de Limba și Literatura Română a Universității din București, pe care a absolvit-o în anul 1964.  Este doctor în științe filologice al aceleiași universități, având o teză coordonată de Al. Rosetti. își desfășoară activitatea la Catedra de limba română a Facultății de Litere, din cadrul Universității din București, unde a parcurs toate gradele didactice, de la preparator, până la profesor universitar, în anul 1992. După anul 1990 a fost și cercetător principal la Institutul de Lingvistică "Iorgu Iordan- Al. Rosetti", din cadrul academiei Române, în anul 2006 fiind șef al Sectorului de Gramatică. Lucrările sale sunt consacrate îndeosebi gramaticii descriptive, apelând la metode moderne de cercetare, îndeosebi cercetarea transformațională. 
Prin lucrarea Sintaxa transformațională a grupului verbal în limba română a pus bazele gramaticii românești moderne de orientare generativă. 

## Titluri și premii academice
- 1964: diplomat universitar (absolventă, cu diplomă de merit, a Facultății de Limba și Literatura Română, Universitatea din București[2]
- 1970: doctorat în filologie (conducător științific: Al. Rosetti); teza Sintaxa transformațională a grupului verbal în limba română (publicată la Editura Academiei, 1974)
- 1976: premiul Academiei “Timotei Cipariu” pentru cartea Sintaxa transformațională a grupului verbal în limba română
- 1985 până în prezent: membru în Consiliul Științific al Facultății de Litere din București
- 1996-2000, 2004-2007, membru în Senatul Universității Bucuresti
- din 1996-: conducător de doctorat la Universitatea din București; specialitatea Filologie
- 2000-2004, 2004-2007, șef al Catedrei de limba română, Facultatea de Litere, Universitatea București
- 2001, expert evaluator CNCSIS
- dec. 2004: membru corespondent al Academiei Române
- 2004 – membru în comisia superioară a MEC de acordare a doctoratelor și a titlurilor academice
- 2021: membru al Academia Europaea[3]
- 2022: membru titular al Academiei Române[4]

## Activitate didactică
- peste 42 de ani, fără întrerupere, în învățământ superior, la Catedra de limba română, calitate în care a predat toate tipurile de seminare și cursuri de română contemporană ; în plus, seminare de gramatică istorică ; curs practic de limba română pentru studenții străini  (în țară și în străinătate); curs de cultură și civilizație românească  (în țară și în străinătate, Franța).
- A condus toate tipurile de activități de perfecționare pentru profesorii din învățământul preuniversitar (cursuri de perfecționare, lucrări de gradul I)
- A participat la toate tipurile de examene și de concursuri ale studenților; a condus lucrări de licență, de masterat, de doctorat
- Membru în “jury de thèse de doctorat” ( Doctorat de linguistique théorique, formelle et automatique ) în Franța (la Paris VII).
- Actualmente, predă la anii al II-lea și al III-lea (forma “de zi”) cursul general de Sintaxă a limbii române, cursul general Morfosintaxă și semantică ; în cadrul formei de MASTERAT, predă cursul: Româna din perspectivă tipologică și seminarul Noutăți în GALR („Gramatica academică a limbii române”), în cadrul ȘCOLII DOCTORALE, predă cursurile Competență și performanță, Variație lingvistică.
- A predat în anii 1992-1993 ca lector de limba română în Franța (Aix-en-Provence), perioadă în care, pe lângă activitatea didactică, a desfășurat și o activitate de promovare a culturii și a civilizației românești peste hotare.

## Activitate științifică
- Domenii: gramatica limbii române (morfologie, sintaxă, morfosintaxă); tipologie lingvistică și gramatică contrastivă; dinamică lingvistică; teorie a limbii și metode moderne de cercetare; semantică și relația sintaxă – semantică; terminologie; lingvistică aplicată -didactică (optimizarea metodelor de predare a limbii române).

## Publicații
- Sintaxa transformațională a grupului verbal în limba română, Edit. Academiei, 1974 (a primit premiul Academiei „Timotei Cipariu”);

- Sintaxa limbii române. Partea I: Sintaxa grupului verbal, T.U.B., 1976, ediția a II-a, apărută la Editura AULA, Brașov, 1999;

- Aspecte ale dinamicii sistemului morfologic verbal, T.U.B., 1987; Sintaxă și semantică, T.U.B., 1992; Teorie și analiză gramaticală, Editura Coresi, ed.1, 1992, ed. a 2-a, 1993;

- Dicționar de științe ale limbii (în colaborare; participare cu 520 de articole), Editura Științifică, 1997; ediția a II-a îmbogățită, Editura Nemira, 2001;

- Teste de limba română, Edit. Humanitas, ed.1, 2000, ed. a 2-a, 2001;

- Elemente de gramatică. Dificultăți, controverse, noi interpretări, Editura Humanitas Educațional, 2003;

- coordonator la Gramatica de bază a limbii romane (colectiv de autori: Adina Dragomirescu, Isabela Nedelcu, Alexandru Nicolae, Gabriela Pană Dindelegan, Marina Rădulescu Sala, Rodica Zafiu), Editura Univers Enciclopedic Gold, 2010

- Autor (vol. I – 6 capitole, 120 p.; vol. II – 9 capitole, 174p.) și revizor responsabil la Noua Gramatică a limbii române, Editura Academiei, 2005.
- A elaborat (în calitate de redactor responsabil / coordonator ) șase VOLUME COLECTIVE, participând, la fiecare dintre ele, și cu unul sau două studii; redactor responsabil pentru volumul Actele Colocviului Catedrei de limba română (22-23 noiembrie 2001), Tipografia Universității București, 2002;

- coordonator pentru volumele Aspecte ale dinamicii limbii române actuale, Editura Universității București, 2002; Aspecte ale dinamicii limbii române actuale (II), Editura Universității București, 2003; Limba română. Tradiție și inovație în studiul limbii române, Editura Univ. București, 2004; Limba română. Structură și funcționare, Editura Univ. București, 2005; Limba română. Aspecte sincronice și diacronice, Edit. Universității București, 2006; în curs de publicare, volumul al 7-lea: Limba română. Stadiul actual al cercetării.

- Participant ca autor la numeroase VOLUME COLECTIVE; ultimul: Limba română azi, Iași 2007.
- A elaborat peste 100 de STUDII de lingvistică, apărute în reviste de specialitate, studii acoperind următoarele domenii: teorie a limbii și lingvistică generală, morfologie, sintaxă, semantică, terminologie (lingvistică), curente moderne în lingvistică, didactică, predarea limbii române ca limbă străină, gramatică contrastivă.
- A organizat, în calitate de șef de Catedră, Colocviul Catedrei de limba română (22-23 noiembrie 2001), al II-lea Colocviu al Catedrei de limba română (27-28 noiembrie 2002) și al III-lea Colocviu (27-28 noiembrie 2003), al IV-lea Colocviu (25-26 noiembrie 2004), al V-lea Colocviu (8-9- decembrie 2005), al VI-lea Colocviu al Catedrei de limba română (29-30 noiembrie 2006).
- Face parte din grupul de cercetători care elaborează în prezent Tratatul de istorie a limbii române (capitolul: Morfologia secolului al XX-lea).
- Director de proiect CNCSIS cu tema “Aspecte ale dinamicii limbii române” (pentru anii 2001, 2002, 2003). Responsabil de proiect din partea Academiei Române la proiectul de colaborare franco-română cu tema: O gramatică contrastivă franco-română” și la proiectul cu participare internațională Gramatica esențială a limbii române (2004-2007). Responsabil de contract din partea Universității București în proiectul încheiat cu ICI pentru lucrarea: Dezvoltare instrument multimedia pentru învățarea limbii române în cadrul învățământului gimnazial, 2003.
- Face parte din comitetul de redacție al următoarelor reviste de profil: Revue roumaine de linguistique (redactor-șef adjunct), editată de Academia Română; Studii și cercetări lingvistice, editată de Academia Română; Analele Universității București. Secția de Limbă și literatură română ; Limbă și literatură română, editată de Societatea de Științe Filologice; Limbă și literatură, editată de SSF; revista de lingvistică diacronică „Diacronia”.